# Долгорын Даваасурэн
До́лгорын Даваа́сурэн (монг. Долгорын Даваасүрэн; февраль 1917, Алдархаан — 28 мая 1978, Улан-Батор) — монгольский учёный-химик.

## Биография

### Ранние годы и образование
Даваасурэн родился в феврале 1917 года в местности Хангартын-Ам на территории нынешнего сомона Алдархаан аймака Завхан. В 10 лет осиротев, батрачил у богатых семей; в 1929 году переехал в Улан-Батор. В 1930 году тринадцатилетний Даваасурэн, закончив шестимесячный курс латыни, работал до 1931 года, во время культурной революции, учителем в Южной Гоби. С 1931 по 1933 год учился в педагогическом училище Улан-Батора. В 1933 году поступил в животноводческий техникум Иркутска в СССР и закончил его в 1937 году со званием помощника ветеринара.

### Карьера
| 1937—1938 | — младший сотрудник в экспедиции советских учёных по изучению инфекционных заболеваний домашних животных в биокомбинате Сонгино. |
| 1938—1939 | — главный врач, заведующий отдела ветеринарной больницы в Восточной Гоби.                                                        |
| 1939—1942 | — заведующий учебной части в сельскохозяйственном техникуме города Улан-Батор.                                                   |
| 1942      | — учёба на подготовительных курсах МонГУ                                                                                         |
| 1944—1947 | — учёба в МГУ |
| 1947—1950 | — завуч средней школы № 1 города Улан-Батор.                                                                                     |
| 1950—1977 | — преподаватель химии, доцент, декан в МонГУ                                                                                     |

С ноября 1977 года на пенсии, 28 мая 1978 года умер от рака лёгких.

### Научная деятельность
Даваасурэн написал первые учебники по химии для высших учебных заведений в Монголии. «Ерөнхий ба органик биш хими» (Общая и неорганическая химия), «Ерөнхий ба органик бус химийн практикум» (Практикум по общей и неорганической химии), «Химийн бодлого ба дасгалууд» (Задачи и упражнения по химии). Наряду с этим он также издал в начале 50-х годов один из первых монгольско-русских разговорников.
Даваасурэн активно участвовал в изучении минералов в Монголии и провёл совместно с профессором П. Даваадоржем и химиками М. Юндэном и Ш. Цоодолом первые в Монголии исследования составов минерала в монгольских озёрах и полезных ископаемых в различных регионах страны.

## Награды и почётные звания
- 1949 — звание передовика труда
- 1956 — правительственная почётная грамота
- 1957 — орден золотая звезда
- 1961 — медаль 40-летия страны
- 1966 — звание доцента
- 1967 — орден золотая звезда
- 1971 — звание передового работника народного просвещения